# Ammophila tsunekii
Ammophila tsunekii är en biart som beskrevs av Menke in Bohart och Menke 1976. Ammophila tsunekii ingår i släktet Ammophila och familjen grävsteklar. Inga underarter finns listade i Catalogue of Life.